# Улица Марии Ульяновой (Новосибирск)
Улица Марии Ульяновой улица в Первомайском районе Новосибирска. Начинается от Первомайской улицы, далее (в северо-восточном направлении) пересекает улицы Маяковского, Героев Революции, Красный Факел, Марата и Футбольный переулок. Заканчивается недалеко от Ини (около 100 м).

## История
В 1935 году на улице Марии Ульяновой построен дом № 12.
В 1938 году сооружён дом № 11.
В 1940 году на улице построены здания № 10а, 12а, 14а и 17.

## Спортивные объекты
На углу улиц Первомайской и Марии Ульяновой находится стадион «Локомотив»

## Парки
Недалеко от улицы расположен парк культуры и отдыха «Первомайский», основанный в 1958 году.

## Галерея

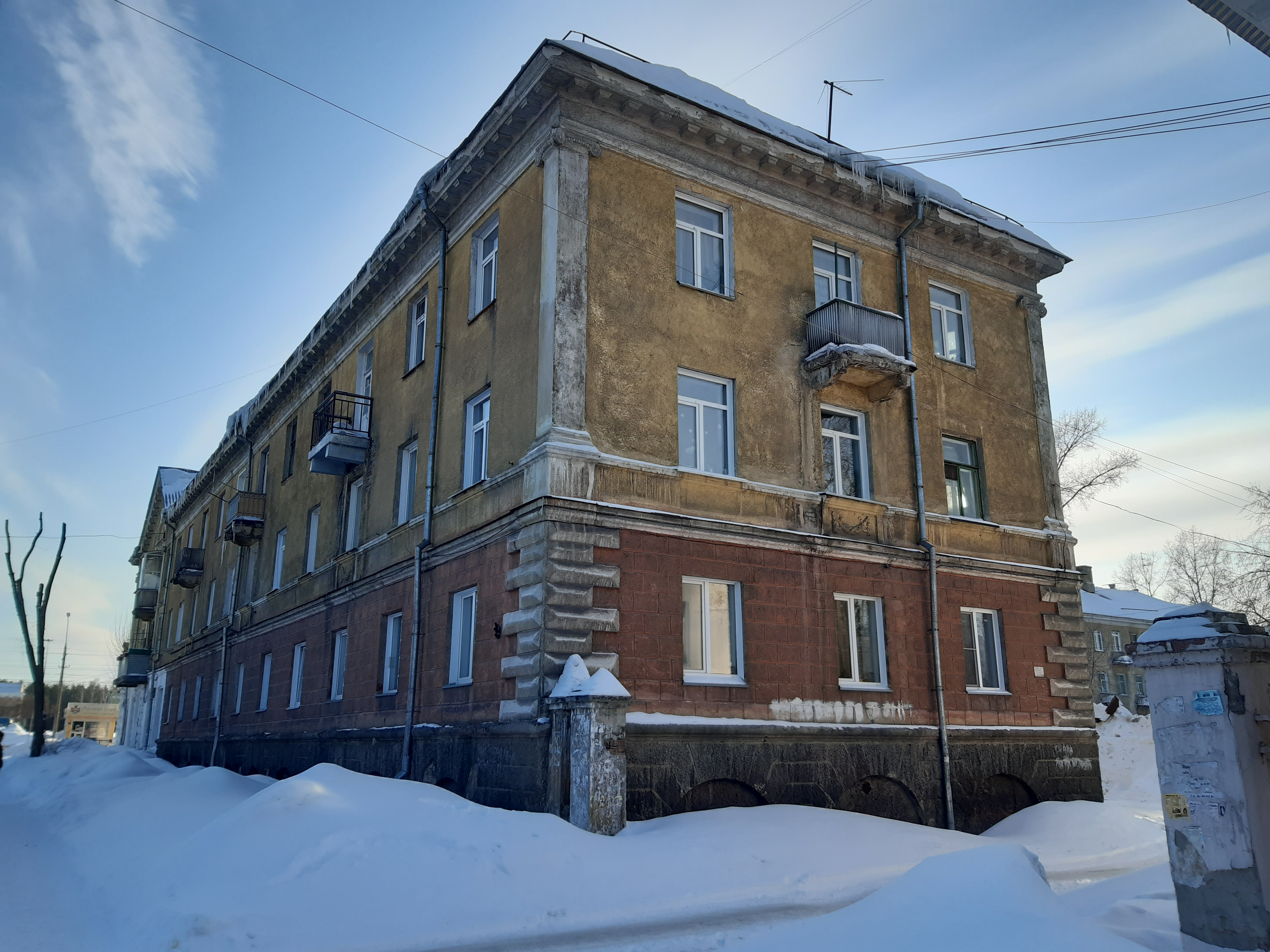
Дом № 1
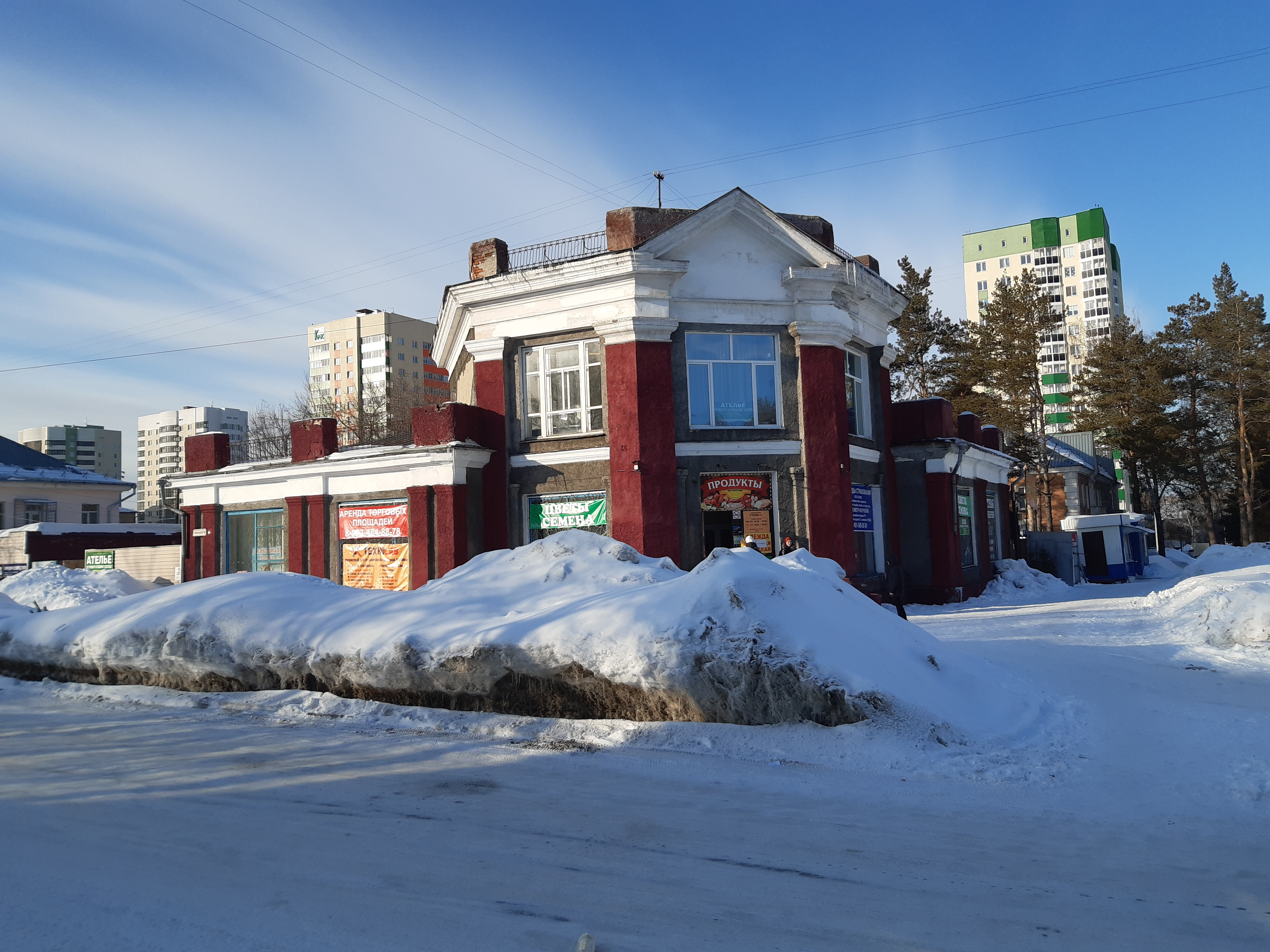
Дом № 7
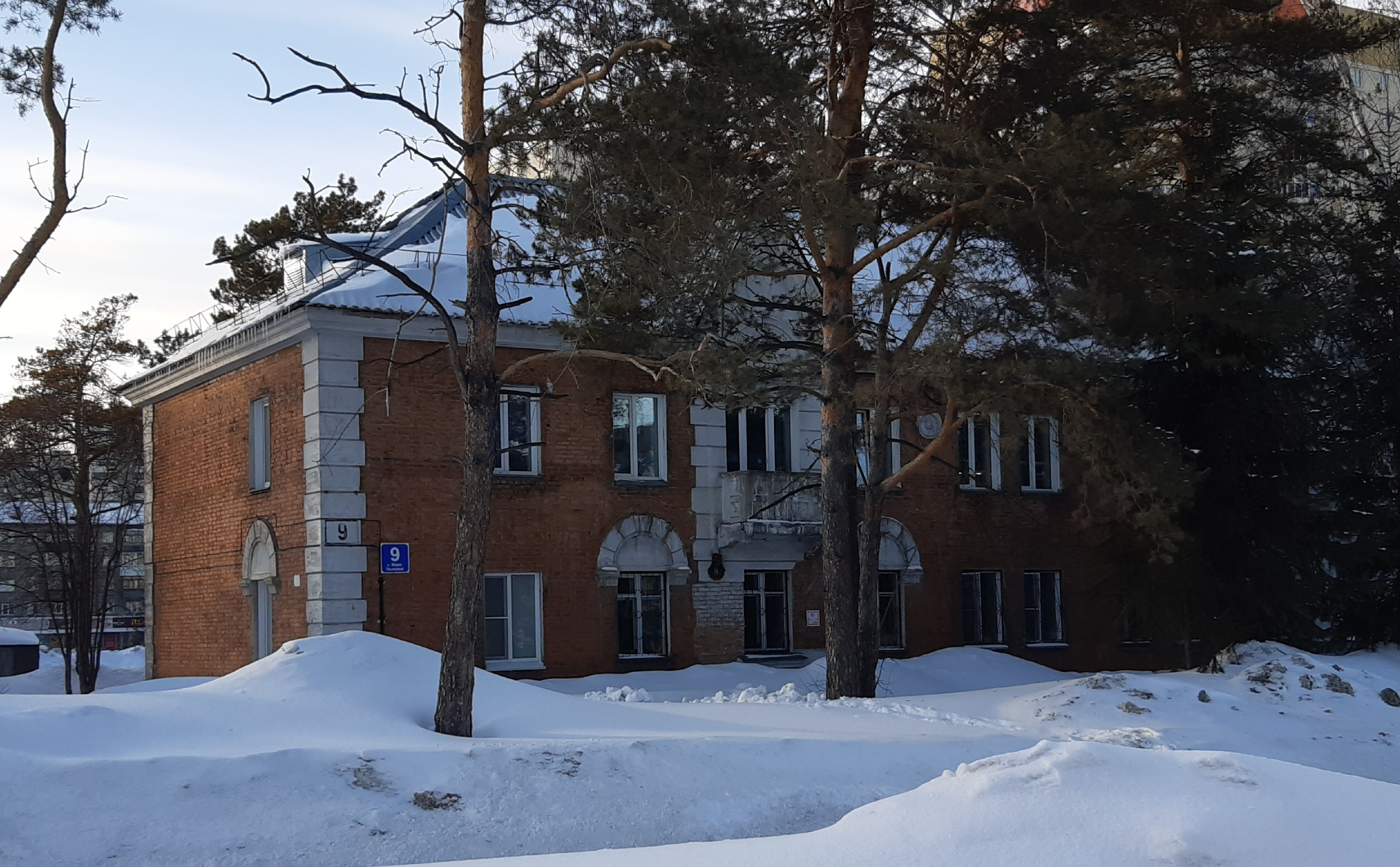
Дом № 9